# Sylviane Ramos
Sylviane Ramos, est une joueuse de pétanque française. 

## Clubs
- ?-? : JC Cournon d'Auvergne (Auvergne)

## Palmarès

### Séniors

#### Championnats de France
Championne de France
- Triplette 2014 (avec Ludivine d'Isidoro et Audrey Bandiera)[1],[2] : JC Cournon d'Auvergne

Finaliste
- Doublette 2004 (avec Marie-Christine Virebayre)[3] : JC Cournon d'Auvergne